# Sincretisme religiós

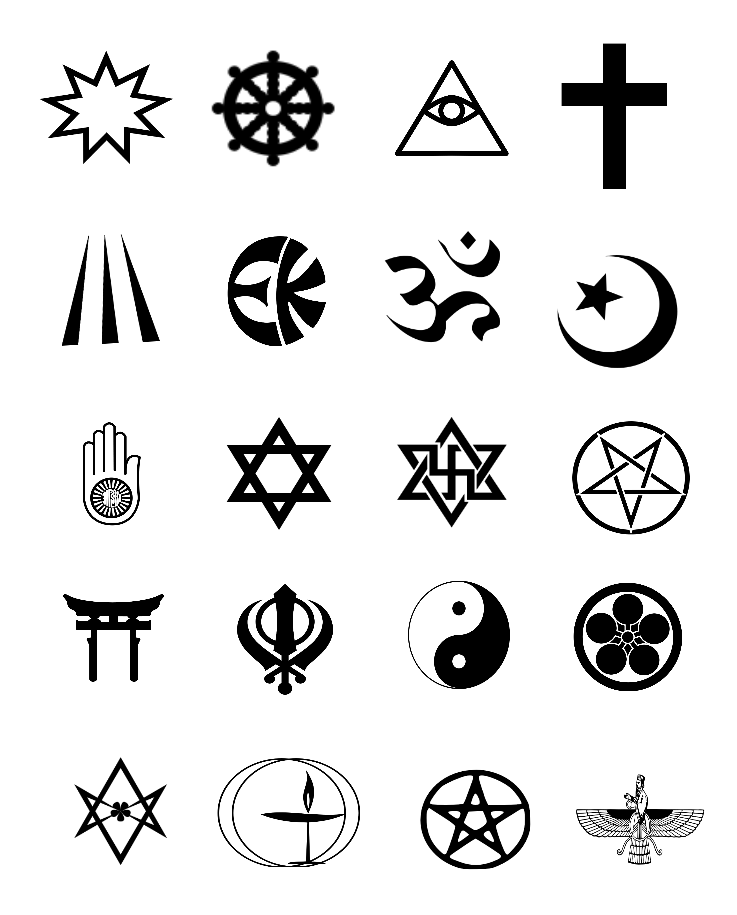
1a fila: Baha'i, Budisme, Cao Dai, Cristianisme. 2a fila: Druidisme, Eckankar, Hinduisme, Islam. 3a fila: Jainisme, Judaisme, Moviment raelià, Satanisme. 4a fila: Xintoisme, Sikhisme, Taoisme, Tenrikyo. 5a fila: Thelema, Universalisme Unitari, Wicca, Zoroastrisme.

El sincretisme religiós és la mescla de dos o més sistemes de creences religioses a un nou sistema, o la incorporació en una tradició religiosa de les creences de tradicions no relacionades. Es posa en contrast amb la idea de pertinença religiosa múltiple i el politeisme, respectivament.
Les religions poden tenir elements sincrètics en les seves creences o la seva història, però els partidaris d'aquest tipus de sistemes sovint no els agrada aplicar-se l'etiqueta. Això passa especialment entre els que consideren que la seva fe és exclusivista, com alguns sectors de les religions abrahàmiques, que veuen el sincretisme com una traïció de la seva veritat pura. En aquest sentit, l'addició d'una creença incompatible corromp la religió original, cosa que fa que perdi certesa. De fet, els crítics d'una tendència sincretista específica a vegades poden utilitzar la paraula "sincretisme" com un epítet despectiu. La conseqüència, segons Keith Ferdinando, és un compromís de la integritat de la religió dominant. Els sistemes no excloents de creença, per contra, poden sentir-se completament lliures a incorporar altres tradicions.